# Scott Niedermayer
Pour les articles homonymes, voir Niedermayer.
Temple de la renommée : 2013
Temple de la renommée de l'IIHF : 2015
Scott Niedermayer, né le 31 août 1973 à Edmonton, Alberta, Canada, est un joueur canadien de hockey sur glace professionnel de la Ligue nationale de hockey. Il est considéré comme l'un des meilleurs défenseurs de l'histoire moderne du hockey sur glace.

## Enfance
Né à Edmonton en Alberta, Niedermayer passe ses trois premières années dans la ville minière de Cassiar dans le nord de la Colombie-Britannique et ensuite à Cranbrook dans la même province. Son père, Bob, est médecin à Cassiar et Cranbrook et sa mère, Carol, est enseignante. Il est le frère ainé de Rob, également joueur de hockey professionnel,.
Scott et Rob sont inséparable et commencent à jouer au hockey ensemble. Son père sera le docteur de leur équipe et leur mère leur enseignera comment patiner. Elle les inscrit dans l'apprentissage du patinage artistique pour développer leur talent et donne des cours de patinage à Cranbrook en échange de temps de glace pour ses fils. Évoluant à la défense, Scott mène dans son équipe midget de Cranbrook avec 55 buts et 92 points durant la saison 1988-89.

## Carrière en club

### Junior
Niedermayer joue trois saisons hockey sur glace junior avec les Blazers de Kamloops dans la Ligue de hockey de l'Ouest (WHL) entre 1989 et 1992. Il enregistre 69 points en 64 parties dès sa première saison, 1989-90, et aide les Blazers à remporter la coupe du Président en tant que champion de la WHL. Les Blazers obtiennent presque la Coupe Memorial 1990, alors qu'ils sont au sommet du palmarès des équipes juniors canadiennes, mais s'inclinent durant le tournoi en perdant leurs trois parties. Niedermayer reçoit plusieurs distinctions durant la saison 1990-91. Il marque 26 buts et obtient 82 points en 57 parties et l'équipe. De plus, il remporte le Trophée Daryl-K.-(Doc)-Seaman en tant que joueur et étudiant, ainsi que le titre de joueur de la saison de la Ligue canadienne de hockey.

### Devils du New Jersey

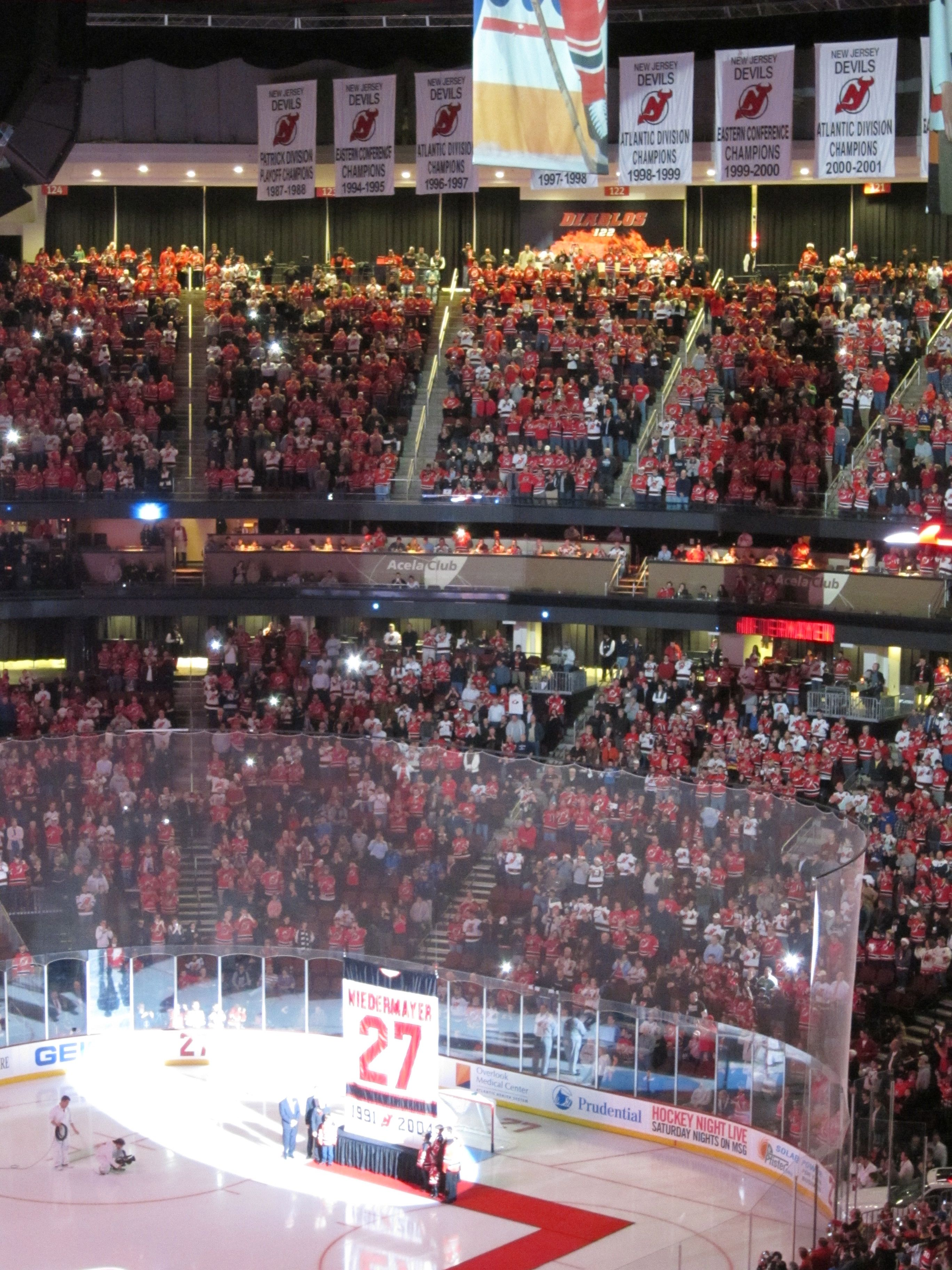
Les Devils du New Jersey retirent le numéro 27 de Niedermayer le 16 décembre 2011.

Il a été repêché par les Devils du New Jersey lors du repêchage d'entrée dans la LNH 1991, à la 3e position. Il occupe la position de défenseur.
Avant de se joindre aux Ducks, Niedermayer avait joué la totalité de ses douze saisons de la LNH avec les Devils du New Jersey, avec qui il a gagné la Coupe Stanley en 1995, en 2000 et en 2003. Il a participé au Match des étoiles à quatre reprises (1998, 2001 et 2004) et 2008, et a gagné le trophée James-Norris en 2004, le récompensant ainsi pour son jeu défensif. Il possède également des talents offensifs développés et a connu sa meilleure saison avec l'équipe 2006-2007 des Ducks d'Anaheim, avec une récolte de 69 points.

### Ducks d'Anaheim
En signant un contrat de 4 ans avec les Ducks au cours de l'été 2005, il a rejoint son frère Rob. En 2007, il gagne sa quatrième Coupe Stanley ainsi que le trophée Conn-Smythe du joueur le plus utile des séries.

## Joueur international
Niedermayer possède une prolifique carrière de joueur international, remportant des championnats à tout les niveaux. Il fait ses débuts de joueur international à 17 ans en participant à l'équipe junior canadienne lors du Championnat du monde junior de hockey sur glace 1991. Il fait apparition lors de trois parties et l'équipe remporte la médaille d'or à l'aide d'un but de John Slaney contre l'Union soviétique. Il prend aussi part au tournoi de 1992, l'un que la chaîne The Sports Network décrit comme le plus décevant pour l'histoire du hockey canadien en raison la sixième position de l'équipe sur huit.
Quatre ans plus tard, en 1996, Niedermayer se joint à l'Équipe du Canada de hockey sur glace lors de la Coupe du monde de hockey sur glace. Durant le tournoi, il cumule un but et trois assistances en huit parties. Cependant, le Canada perd en finale contre les États-Unis. L'année suivante, il fait ses débuts olympiques en 2002 à Salt Lake City. Il participe à six parties et aide le Canada à gagner contre les États-Unis avec le pointage de 5-2 et le pays remporte sa première médaille d'or en hockey en 50 ans.
Une autre médaille d'or est récoltée lors du Championnat du monde de hockey sur glace 2004 alors qu'il ajoute deux points en six parties lors du Coupe du monde. À la fin du tournoi, Niedermayer marque un but en finale, contribuant à une victoire de 3-2 contre la Finlande. Initialement devant faire partie de l'équipe canadienne lors des Jeux Olympique de 2006 à Turin, mais doit se retirer sa participation en raison d'une blessure au genou nécessitant une chirurgie.
Sa dernière apparition lors d'une compétition internationale est lors des Jeux Olympiques de Vancouver en 2010, quatre mois avant sa retraite en tant que joueur professionnel. Nommé capitaine de l'équipe, il mène le Canada à la conquête de la médaille d'or lors d'une finale se terminant 3-2 en prolongation contre les États-Unis.
Il est le seul joueur à avoir remporté une Coupe Stanley, les jeux olympiques, l’or au championnat du Monde (2004), à la Coupe du monde (2004), la Coupe Memorial (1992) et aux championnats du Monde junior (1991).
Il annonce sa retraite au cours d'une association de presse le 22 juin 2010.

### Récompenses
- 1993 : nommé au sein de l'équipe étoile de recrues de la LNH
- 1995 : champion de la Coupe Stanley
- 1998 : participation au Match des étoiles de la LNH
- 2000 : champion de la Coupe Stanley
- 2001 : participation au Match des étoiles de la LNH
- 2002 : médaille d'or aux Jeux Olympiques d'hiver de 2002 à Salt Lake City
- 2003 : champion de la Coupe Stanley
- 2004 : participation au Match des étoiles de la LNH
- 2004 : vainqueur du trophée James-Norris
- 2006 : nommé au sein de l'équipe étoile de la LNH
- 2007 : champion de la Coupe Stanley et vainqueur du trophée Conn-Smythe
- 2008 : participation au match des étoiles de la LNH
- 2010 : médaille d'or aux Jeux Olympiques d'hiver de 2010 à Vancouver
- 2017 : nommé parmi les 100 plus grands joueurs de la LNH à l'occasion du centenaire de la ligue[25]

## Statistiques
Pour les significations des abréviations, voir Statistiques du hockey sur glace.
| Saison     | Équipe                 | Ligue      |       | Saison régulière | Saison régulière | Saison régulière | Saison régulière | Saison régulière |    | Séries éliminatoires | Séries éliminatoires | Séries éliminatoires | Séries éliminatoires | Séries éliminatoires |
| Saison     | Équipe                 | Ligue      | PJ    | B                | A                | Pts              | Pun              | PJ               | B  | A                    | Pts                  | Pun                  |                      |                      |
| 1989-1990  | Blazers de Kamloops    | LHOu       | 64    | 14               | 55               | 69               | 64               | 17               | 2  | 14                   | 16                   | 35                   |                      |                      |
| 1990-1991  | Blazers de Kamloops    | LHOu       | 57    | 26               | 56               | 82               | 52               | -                | -  | -                    | -                    | -                    |                      |                      |
| 1991-1992  | Blazers de Kamloops    | LHOu       | 35    | 7                | 32               | 39               | 61               | 17               | 9  | 14                   | 23                   | 28                   |                      |                      |
| 1991-1992  | Devils du New Jersey   | LNH        | 4     | 0                | 1                | 1                | 2                | -                | -  | -                    | -                    | -                    |                      |                      |
| 1992-1993  | Devils du New Jersey   | LNH        | 80    | 11               | 29               | 40               | 47               | 5                | 0  | 3                    | 3                    | 2                    |                      |                      |
| 1993-1994  | Devils du New Jersey   | LNH        | 81    | 10               | 36               | 46               | 42               | 20               | 2  | 2                    | 4                    | 8                    |                      |                      |
| 1994-1995  | Devils du New Jersey   | LNH        | 48    | 4                | 15               | 19               | 18               | 20               | 4  | 7                    | 11                   | 10                   |                      |                      |
| 1995-1996  | Devils du New Jersey   | LNH        | 79    | 8                | 25               | 33               | 46               | -                | -  | -                    | -                    | -                    |                      |                      |
| 1996-1997  | Devils du New Jersey   | LNH        | 81    | 5                | 30               | 35               | 64               | 10               | 2  | 4                    | 6                    | 6                    |                      |                      |
| 1997-1998  | Devils du New Jersey   | LNH        | 81    | 14               | 43               | 57               | 27               | 6                | 0  | 2                    | 2                    | 4                    |                      |                      |
| 1998-1999  | Devils du New Jersey   | LNH        | 72    | 11               | 35               | 46               | 26               | 7                | 1  | 3                    | 4                    | 18                   |                      |                      |
| 1998-1999  | Grizzlies de l'Utah    | LIH        | 5     | 0                | 2                | 2                | 0                | -                | -  | -                    | -                    | -                    |                      |                      |
| 1999-2000  | Devils du New Jersey   | LNH        | 71    | 7                | 31               | 38               | 48               | 22               | 5  | 2                    | 7                    | 10                   |                      |                      |
| 2000-2001  | Devils du New Jersey   | LNH        | 57    | 6                | 29               | 35               | 22               | 21               | 0  | 6                    | 6                    | 14                   |                      |                      |
| 2001-2002  | Devils du New Jersey   | LNH        | 76    | 11               | 22               | 33               | 30               | 6                | 0  | 2                    | 2                    | 6                    |                      |                      |
| 2002-2003  | Devils du New Jersey   | LNH        | 81    | 11               | 28               | 39               | 62               | 24               | 2  | 16                   | 18                   | 16                   |                      |                      |
| 2003-2004  | Devils du New Jersey   | LNH        | 81    | 14               | 40               | 54               | 44               | 5                | 1  | 0                    | 1                    | 6                    |                      |                      |
| 2005-2006  | Mighty Ducks d'Anaheim | LNH        | 82    | 13               | 50               | 63               | 96               | 16               | 2  | 9                    | 11                   | 14                   |                      |                      |
| 2006-2007  | Ducks d'Anaheim        | LNH        | 79    | 15               | 54               | 69               | 86               | 21               | 3  | 8                    | 11                   | 26                   |                      |                      |
| 2007-2008  | Ducks d'Anaheim        | LNH        | 48    | 8                | 17               | 25               | 16               | 6                | 0  | 2                    | 2                    | 4                    |                      |                      |
| 2008-2009  | Ducks d'Anaheim        | LNH        | 82    | 14               | 45               | 59               | 70               | 13               | 3  | 7                    | 10                   | 11                   |                      |                      |
| 2009-2010  | Ducks d'Anaheim        | LNH        | 80    | 10               | 38               | 48               | 38               | -                | -  | -                    | -                    | -                    |                      |                      |
| Totaux LNH | Totaux LNH             | Totaux LNH | 1 263 | 172              | 568              | 740              | 784              | 202              | 25 | 73                   | 98                   | 155                  |                      |                      |

## Carrière internationale
Niedermayer a représenté le Canada lors des compétitions suivantes :
Championnat du monde
- Médaille d'or : 2004.

Coupe du monde de hockey
- 2004

Jeux olympiques d'hiver
- Médaille d'or : en 2002 à Salt Lake City (États-Unis).
- Il a aussi été sélectionné pour participer aux Jeux olympiques d'hiver de 2006 à Turin (Italie) mais il a dû se retirer en raison d'une blessure.
- Médaille d'or : en 2010 à Vancouver (Canada)

Il fait partie des joueurs membres du Club Triple Or en ayant gagné la Coupe Stanley, les Jeux olympiques et le Championnat du Monde.